# Lukó de Rokha
Lukó de Rokha (nacida como Luisa Díaz Anabalón; Santiago, 14 de julio de 1923 - ibídem, 26 de mayo de 2008) fue una pintora chilena.

## Biografía
Hija de los poetas Pablo de Rokha y Winétt de Rokha, estudió en la Escuela de Bellas Artes de la Universidad de Chile y, en 1944, con David Alfaro Siqueiros. El muralista —que trabajó un tiempo en Chile después de huir de México con la ayuda de Pablo Neruda debido a su participación en un atentado contra León Trotski—, dijo sobre las pinturas de Lukó: «Detrás de ellas hay una sensibilidad que se estremece en el color y las líneas del dibujo, fino, preciso, en que circunscribe su mundo de invenciones mágicas en permanente expansión». Entre sus mentores destacan artistas de la talla de Armando Lira y Marco Bontá.
Durante once años dictó la cátedra de Dibujo y Pintura en la Universidad de Santiago de Chile. Después del golpe militar del 11 de septiembre de 1973, permaneció con su esposo, el poeta Mahfud Massís, en Venezuela, donde este se desempeñaba como agregado cultural del gobierno de Salvador Allende en la embajada chilena. Su marido murió en vísperas del retorno a Chile; también debió superar la muerte de su hijo Pablo.
En 1990, publicó la autobiografía inédita de Pablo de Rokha, que completó con recuerdos propios: El amigo piedra (autobiografía). Retrato de mi padre (editorial Pehuén).

## Premios
- 1965: Premio de Pintura del Taller 60 (Chile)
- 1967: Primer premio en la Feria de Artes Plásticas (Chile)
- 1968: Primer premio en la feria de artes Plásticas (Chile)
- 1969: Premio del Pueblo (Chile)

## Exposiciones
- 1971: Galería Salamandra (Venezuela)
- 1972: Galería Botto (Venezuela)
- 1974: Galería Viva México (Venezuela)
- 1975: Sede de los Trabajadores de la Prensa (Venezuela)
- 2000: Diario La Nación, (Chile)
- 2002: Universidad de Chile
- 2008: El tiempo circular, Biblioteca Nacional de Chile, Salón Bicentenario, 17.06-01.08.2008[3]